# Domingo García y Díaz
Domingo García y Díaz   (Jerez de la Frontera, 1817 - segle XIX) va ser un pintor espanyol.
Nascut a Jerez de la Frontera el 1817, on va cursar estudis de pintora sota la direcció del pintor de cambra honorari, Juan Rodríguez García. Posteriorment, es va traslladar a Madrid i va ser estudiant de la Reial Acadèmia de Belles Arts de Sant Ferran, on va ser premiat diverses vegades.
Va concórrer a diverses exposicions amb les seves obres. El 1855 va ser premiat amb medalla d'or a l'Exposició de Belles Arts de Jerez de la Frontera, i el 1858 va presentar tres retrats, un a l'oli i dos al pastel, reconeguts amb una menció honorífica. En aquesta època va pintar unes vistes de Jerez i els interiors d'uns cellers locals.
També va participar en l'Exposició Nacional de Belles Arts de 1856 i 1862 amb les obres Retrat de la Sra. Montenegro en el paper de Norma, Gonzalo Gustios de Lara estant presoner a Còrdova li presenten els set caps dels seu fill, anomenats Infants de Lara, una obra avui desconeguda, Sant Bru en oració, Un fruiter, aquest al pastel, i quatre retrats. El 1878 va tornar a presentar-se amb Decadència de la Inquisició, Una jove en el tocador, dos paisatges d'Antequera titulats Cobert a l'aire lliure en un hort del partit de Badealanes i Interior del molí anomenat de Caldererías, i dos retrats, un d'ells de la seva germana; i el 1881 hi va concórrer amb L'estiu a Andalusia, La devanadora, A beure i Un tirador de cavalleria.
Hi ha altres obres documentades, com una pintura que va donar el 1861 per a rifar per tal d'erigir un monument a Sevilla dedicat a Murillo. Altres títols són Interior d'una llotja a la plaça de Toros, Una maja parlant amb un emboçat, Retrat de D. Juan María Capitán, Retrat de Calderón de la Barca, Santa Teresa de Jesús. Els dos darrers destinats al Círculo Antequerano.
Hom l'ha titllat de mediocre, tot i que avançat a nivell compositiu, per la col·locació de poques figures en primer terme als paisatges.